# 李泰龍
李泰龍（1968年—2009年8月4日），原名李勇恩，已故香港黑道領袖人物之一，人称「泰龍」、「尖東霸王」。
李泰龍生前為香港黑帮新義安「十傑」之一，任「四二六雙花紅棍」高職，称霸於尖沙嘴，其手下尊称其为「尖東霸王」。 2002年，李泰龍曾率門生於麼地道一家酒吧火併，並斬傷社團和勝和油麻地話事人「大華」，而李泰龍亦被斬斷手筋，事件卻令其聲名大噪 。2006年泰龍為兄弟出頭，打傷和勝和頭目綽號「紋身忠」的梁國忠招來血光之災，2009年8月4日，李泰龙在自己长期称霸作恶的尖东地盘被仇家算計斬殺身亡，终年41岁。

## 生平
李泰龙生于中國大陸，出身於葵涌青州安置區，曾是业余拳击高手。李泰龙加入香港头号犯罪集團新义安后，逐渐叱咤黑道，更躍升為尖東的主事人，人称“尖东霸王”；多年来作案无数，亦是香港警方长期监控的重犯之一。

## 逝世
2009年8月4日凌晨4点左右，李泰龍在尖東五星級酒店九龍香格里拉正門外遭隸屬仇家手下的不明武裝分子伏擊。殺手先疯狂飚車猛撞向李泰龍导致其双腿崩断再下車劈殺，短短30秒内泰龍身中夺命8刀，送医急救2小时后终告不治，终年41岁。李泰龙之死震惊全港，亦在江湖上引发大洗牌式的腥风血雨。
数日后，李泰龙的葬礼举行，引发江湖注目。泰龙的家人答应不复仇，江湖人士亦表示“放下仇恨”。泰龙妻子的挽联曰：“世事竟何如恨，一夜腥风梦断”。
14K的「鬍鬚勇」潘志勇指出，這種江湖仇殺很少見，一般江湖恩怨十天八天至兩三個月內會出現復仇事件，很少待到兩年後才行動的，並說「一般如果我是他的大哥，我會給他建議，他可能就不會死。」警方其後拘捕多人，其中6人被起訴，3人因謀殺罪名成立被判處終身監禁，2人脫罪釋放，其餘1人則承認誤殺罪，涉案在逃的梁國忠於2020年1月21日在律師陪同下向警方自首，被控以謀殺罪，案件交由香港高等法院審理，期間須還押候訊。2023年11月15日，陪審團一致裁定梁國忠謀殺罪成，被判終身監禁。